# Andreas Bonn

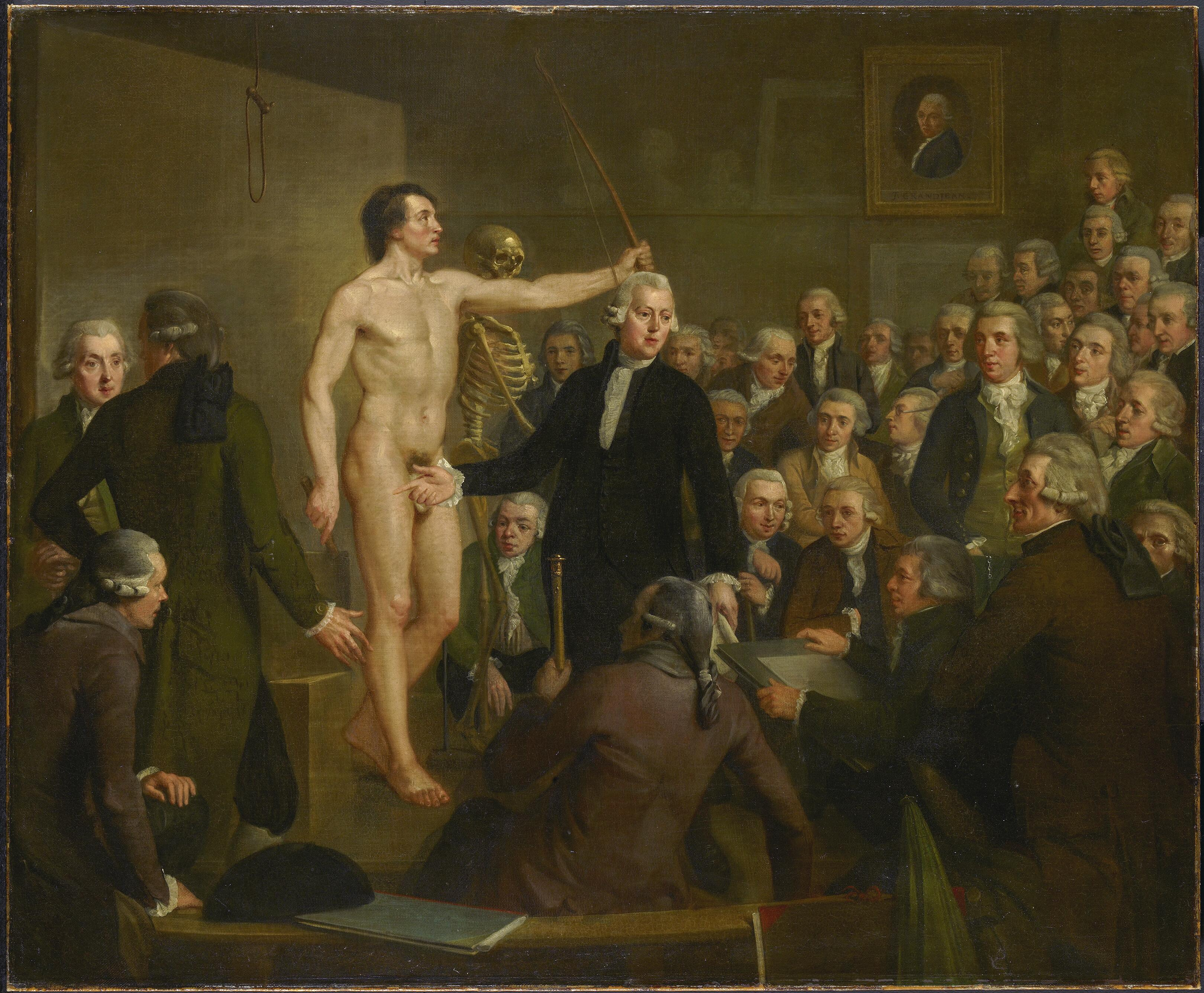
Voordracht over de anatomie door Andreas Bonn voor het departement der Tekenkunde van Felix Meritis (Adriaan de Lelie 1792).

Andreas Bonn (Amsterdam, 17 juni 1738 - aldaar, 2 september 1817) was een Nederlandse arts, anatoom en chirurg.
Hij studeerde te Amsterdam en te Leiden, waar hij in 1763 promoveerde. Bonn vestigde zich in 1764 te Amsterdam als geneesheer, waar hij in 1771 werd benoemd tot hoogleraar in de ontleed- en heelkunde aan het Atheneum. Hij was de opvolger van Petrus Camper en een van de oprichters van het Genootschap ter bevordering der Heelkunde (1790) te Amsterdam. 
Bonn was lid van de Koninklijke Nederlandse Akademie van Wetenschappen, Eerste Klasse, met als installatiedatum 4 mei 1808, in het vakgebied Geneeskunde.
In Amsterdam is de Andreas Bonnstraat naar hem vernoemd.